# Witvleugelkoet
De witvleugelkoet (Fulica leucoptera) behoort tot de familie van de rallen.

## Verspreiding en leefgebied
Deze soort komt voor in moerassen en meren in zuidelijk Zuid-Amerika, inclusief de Falklandeilanden, met een bereik tot noordelijk Bolivia en zuidelijk Brazilië.

## Status
De grootte van de populatie wordt geschat op één miljoen individuen. Op de Rode lijst van de IUCN heeft deze soort de status niet bedreigd.